# Ведьмак 3: Дикая Охота — Кровь и вино
«Ведьмак 3: Дикая Охота — Кровь и вино» (пол. Wiedźmin 3: Dziki Gon — Krew i Wino) — второе и последнее глобальное дополнение к компьютерной ролевой игре «Ведьмак 3: Дикая Охота». Оно было разработано польской студией CD Projekt RED и выпущено 31 мая 2016 года на платформах Windows, PlayStation 4 и Xbox One. 11 июня 2019 года CD Projekt Red анонсировала выход дополнения игры для Nintendo Switch в составе издания Complete Edition, выход которого состоялся 15 октября 2019 года.
Главный герой Геральт из Ривии отправляется в Туссент, княжество, не затронутое войной из оригинальной игры, с целью выследить таинственное чудовище, терроризирующее регион. Дополнение получило единогласно одобрительную реакцию со стороны прессы.

## Игровой процесс
Прежде всего, аддон добавляет огромный, совершенно новый регион — княжество Туссент, внешний вид которого разительно отличается от пейзажей основной игры, напоминая южную Италию или Францию. По размерам он примерно равен всем островам Скеллиге, вместе взятым, и немного уступает Велену.
Разработчики переработали интерфейс игры, сделав его более удобным и функциональным. Была введена система мутаций, которые становятся доступны игроку после прохождения соответствующего задания. Они представляют собой двенадцать пассивных способностей, приобретающихся за очки навыков и мутагены, при этом активировать можно только одну за раз. При получении новых мутаций будут разблокированы до четырёх дополнительных слотов для умений персонажа.
Дополнение включает новое оружие и броню, в том числе ведьмачье снаряжение, получившее новый, гроссмейстерский уровень. Ношение одинакового комплекта доспехов теперь добавляет небольшие бонусы. Игрок может красить своё снаряжение, однако это касается только элементов ведьмачьей брони. Разноцветную краску можно купить, отыскать по всему Туссенту или приготовить в меню алхимии. У игрока появится собственный дом — заброшенная винодельня Корво Бьянко. После основательных вложений к усадьбе вернётся былой вид, а её определённые элементы, такие, как кровать или конюшня, будут давать временные бонусы к характеристикам.
В игре имеются новые животные и монстры, а также встречаются некоторые старые враги, знакомые по предыдущим частям серии: призрачные псы баргесты, хищные растения археспоры, гигантские сколопендроморфы и другие. Помимо этого в дополнении появляется новая фракция в гвинте, посвящённая островам Скеллиге.

## Сюжет
Через три года после событий основной игры ведьмак Геральт из Ривии получает заказ от княгини Анны-Генриетты, правительницы Туссента, — вассального княжества Нильфгаардской империи, знаменитого своими виноградниками и экспортом вина. Два туссентских рыцаря погибли загадочным образом, и Геральту предстоит найти и остановить монстра, ответственного за это.
По прибытии ведьмака в Туссент происходит третье убийство. С помощью Анны-Генриетты и капитана Дамьена де ла Тура, руководящего расследованием, Геральту удаётся выяснить, что рыцари были убиты за нарушение пяти рыцарских добродетелей, и четвёртый из них находится в опасности. Геральт отправляется на поиски и становится свидетелем убийства этого рыцаря, которым оказывается Мильтон де Пейрак-Пейран, сопровождавший его на пути в Туссент. Ведьмак пускается в погоню за чудовищем, получившим прозвище «Бестия из Боклера», и, загнав его на склад, вступает в бой. Прежде чем они смогут убить друг друга, между противниками материализуется Эмиель Регис — высший вампир и друг ведьмака, защитив Геральта от удара Бестии. Регису удаётся уговорить монстра уйти. Эмиель, считавшийся погибшим вот уже несколько лет, объясняет, что Бестия — это другой высший вампир по имени Детлафф ван дер Эретайн. Именно он восстановил Региса, и теперь они связаны кровными узами согласно вампирскому кодексу.
После этого друзья встречаются на кладбище Мер-Лашез, где Регис устроил себе убежище. Эмиель верит в невиновность своего собрата, поскольку Детлафф предпочитает держаться подальше от людей, и подобное поведение ему не свойственно. Он предлагает ведьмаку объединить силы, чтобы выяснить мотивы, заставляющие вампира идти на убийства. Они готовят зелье, благодаря которому Геральту удаётся увидеть обрывки воспоминаний Детлаффа. Зацепка приводит их в портовый район Боклера, где находится убежище опального вампира. Геральт и Регис обнаруживают, что Детлафф и вправду действует не по своей воле — его шантажируют. Человеческую возлюбленную Детлаффа, Ренаведд, похитили и вынуждают вампира убивать рыцарей. Геральт решает известить об этом Анариетту и де ла Тура. У тех появилась новая улика — на записке с именем одной из жертв имелось пятно от вина с княжеского стола. Геральт вместе с Анной-Генриеттой и капитаном отправляется на княжескую винодельню. Оказывается, её владелец продал бочку вина постороннему человеку. Геральт и де ла Тур доставляют вино получателю и устраивают засаду. Ведьмаку становится известна личность заказчика — это некий человек из Цинтры.
Геральт вместе с Анной-Генриеттой под прикрытием посещают светский приём, на котором должен быть Цинтриец. Геральт выясняет, что Цинтриец охотился за драгоценностью, однако был пойман с поличным и погиб в схватке с хозяйкой поместья, Орианой. Княгиня опознаёт драгоценность как давно утерянную семейную реликвию. Ориана признаётся, что купила её у молодой женщины. По словам Анариетты, нож, которым Цинтриец атаковал Ориану, принадлежит местному лорду. Геральт считает, что княгиня в опасности, поскольку обе улики тесно связаны с ней, но та предлагает другую теорию. Анна-Генриетта полагает, что здесь может быть замешана её пропавшая много лет назад сестра Сианна. Девушку прогнали из княжества, считая, что над ней тяготеет проклятие Чёрного солнца, поскольку она родилась в период солнечного затмения. Княгиня приказывает Геральту отправиться в замок лорда, найти Сианну, если она там, и вернуть её в целости и сохранности. Неожиданно появляется Регис вместе с Детлаффом и объявляет, что они помогут ведьмаку отыскать шантажиста.
Люди де ла Тура осаждают замок, позволяя Геральту, Регису и Детлаффу попасть внутрь. Там они находят Ренаведд, но не встречают другую женщину. Ведьмак приходит к выводу, что Сианна и есть Ренаведд, которая сфальсифицировала собственное похищение, приобрела княжеское вино и пыталась украсть драгоценность. Детлафф чувствует себя преданным и в ярости уходит, угрожая уничтожить столицу Туссента, город Боклер, если Сианна в течение трёх дней не явится, чтобы всё ему объяснить. Геральт сообщает Анариетте, что за всем стоит Сианна, но княгиня не хочет ему верить. Узнав, что Детлафф — и есть Бестия, она требует, чтобы ведьмак выследил его и убил, и отказывается исполнять требования вампира.
Геральту не удаётся отыскать Детлаффа за отведённый срок. Когда он вместе с Регисом собирается сообщить об этом княгине, Боклер подвергается нападению низших вампиров. У друзей есть выбор: освободить Сианну, чтобы она могла поговорить с Детлаффом, или отыскать древнего вампира — Скрытого, чтобы тот призвал Бестию к Геральту. Если ведьмак решает пойти за Сианной, ему вместе с Регисом придётся найти в городе де ла Тура, чтобы он сказал им, где держат женщину. Друзья добираются до детской комнаты во дворце и обнаруживают там заколдованную книгу сказок, где сёстры вместе играли, будучи маленькими. Геральт отправляется в сказочный мир, отыскивает там Сианну и возвращается с ней обратно в реальность. Находясь в Стране тысячи сказок, ведьмак может добыть ленточку для Сианны. Там же девушка объясняет, зачем хотела смерти рыцарей — они сопровождали её в изгнание и вели себя с ней неподобающим образом. Если Геральт принимает решение идти к Скрытому, он должен поговорить с Орианой. Она знает, как отыскать древнего вампира и расскажет об этом ведьмаку, если он поможет ей устранить вампира, напавшего на принадлежащий ей приют. Геральт убивает кровососа, попутно выяснив, что Ориана пьёт кровь детей, проживающих в сиротском приюте. Ведьмак уходит, но обещает, что однажды вернётся, чтобы убить Ориану. Геральт и Регис отправляются в убежище Скрытого и с некоторыми затруднениями убеждают владыку вампиров вызвать Детлаффа в условное место.
Далее возможны несколько концовок. Если Геральт освободил Сианну из заточения в Стране сказок, то вместе с ней и Регисом ведьмак направляется на встречу с Детлаффом в древней вампирской крепости Тесхам Мутна. Если он добыл для девушки ленточку, Сианна спасается от смертельного удара Детлаффа. Разъярённый вампир нападает на ведьмака и своего собрата. После утомительного сражения Геральт побеждает Детлаффа. Однако поскольку высшего вампира окончательно убить может лишь другой высший вампир, решающий удар приходится нанести Регису. За победу над Бестией Геральта собираются наградить высшим туссентским орденом. Перед церемонией награждения у ведьмака есть возможность присоединиться к Регису, чтобы узнать, кто должен был стать пятой жертвой Сианны. В квартале Сан-Себастьян они находят нищих, которым платили за доставку сообщений Детлаффу. Получив у них последнюю записку, друзья выясняют, что предполагаемая жертва — это княгиня Анна-Генриетта. После этого Геральт может рассказать обо всём, что он знает, Сианне, находящейся под стражей. Ведьмак отправляется на церемонию награждения, и присутствует рядом с княгиней, когда та выносит приговор Сианне. Если Геральт не знает о пятой жертве или он был агрессивен в разговоре с Сианной, то девушка убивает Анну-Генриетту заколкой и погибает сама от выстрела капитана де ла Тура. Поскольку законных наследников в княжестве не осталось, Туссент впадает в состояние траура и хаоса. Если Геральт просит Сианну простить свою сестру, предварительно прочитав дневник гувернантки перед походом в Страну сказок, то сёстры мирятся, и Туссент празднует воссоединение семьи.
Существует ещё одно окончание, в случае, если Геральт не добыл магическую ленточку для Сианны в сказочном мире. При встрече Детлафф убивает Сианну. Геральт может отпустить его или сразиться с ним вместе с Регисом. Вне зависимости от исхода, Геральт оказывается в тюрьме за то, что не спас Сианну. Однако ему на помощь приходит Лютик, который убеждает княгиню помиловать ведьмака. Регис встречает Геральта, и вместе они могут выяснить личность пятой жертвы, которой оказывается Анна-Генриетта. Геральт отправляется в княжескую крипту и находит там скорбящую Анариетту и Лютика. Княгиня отказывается верить словам ведьмака и приказывает ему больше никогда её не беспокоить.
Если Геральт посетил Скрытого, древний вампир призывает Детлаффа в Тесхам Мутна. Детлафф, в ярости от того, что Сианна не пришла, атакует Геральта и Региса, но те его побеждают. В этом случае, даже при наличии сведений о пятой жертве, помирить сестёр будет невозможно, и они обе погибнут в конце.
Геральт и Регис встречаются на кладбище Мер-Лашез за настойкой мандрагоры, рассуждая о своих приключениях и о событиях, свидетелями, а иногда и участниками которых им приходилось стать. Друзья соглашаются, что после всего пережитого они заслуживают отдых. Если Детлафф погиб, на Региса нападают две вампирши, поскольку тот нарушил вампирский кодекс и теперь проклят. После победы над ними Эмиель говорит Геральту, что отправится на юг, в Нильфгаард, где люди не верят байкам о вампирах. В случае, если Детлафф остался жив, Регис сообщает ведьмаку, что отправится на поиски своего собрата. После этого Геральт возвращается к себе домой в усадьбу Корво Бьянко, подаренную княгиней, и обнаруживает там нежданного гостя. В зависимости от окончания основной игры, им может оказаться Лютик (если Геральт не заводил романов или помог как Йеннифэр, так и Трисс, а Цири пропала без вести), Трисс (при условии романа с ней в основной игре), Йеннифэр (при условии романа), или Цири (если вернулась, а Геральт остался один).

## Выпуск
7 апреля 2015 года CD Projekt RED объявили о создании двух обширных дополнений к игре «Ведьмак 3: Дикая Охота», получивших названия «Каменные сердца» и «Кровь и вино». Выход аддона «Кровь и вино» состоялся 31 мая 2016 года. Дополнение также вошло в комплект издания «Игра года», которое было выпущено 30 августа 2016 года.

## Саундтрек
Музыкальное сопровождение к игре было написано композиторами Марцином Пшибыловичем, Миколаем Строинским и Петром Музиалом. Помимо них в записи одного трека поучаствовала польская группа Percival Schuttenbach. Выход саундтрека из 25 композиций состоялся 1 июня 2016 года.
| №                   | Название                         | Автор(ы)              | Длительность |
| ------------------- | -------------------------------- | --------------------- | ------------ |
| 1.                  | «Blood and Wine»                 | Марцин Пшибылович     | 2:57         |
| 2.                  | «Fanfares and Flowers»           | Миколай Строинский    | 3:10         |
| 3.                  | «For Honor! For Toussaint!»      | Пётр Музиал           | 2:04         |
| 4.                  | «Blood Run»                      | Пётр Музиал           | 2:01         |
| 5.                  | «Seeking Resonance»              | Марцин Пшибылович     | 2:24         |
| 6.                  | «I Cannot Let You Leave»         | Миколай Строинский    | 1:49         |
| 7.                  | «The Banks of the Sansretour»    | Пётр Музиал           | 3:58         |
| 8.                  | «Wine Wars»                      | Пётр Музиал           | 2:04         |
| 9.                  | «The Musty Scent of Fresh Pâté»  | Percival Schuttenbach | 2:20         |
| 10.                 | «Vivienne»                       | Миколай Строинский    | 1:36         |
| 11.                 | «Titans of Infamy»               | Пётр Музиал           | 1:38         |
| 12.                 | «What Lies Unseen»               | Марцин Пшибылович     | 3:00         |
| 13.                 | «On the Champs-Désolés»          | Марцин Пшибылович     | 2:02         |
| 14.                 | «Beyond Hill and Dale...»        | Миколай Строинский    | 3:04         |
| 15.                 | «The Moon Over Mount Gorgon»     | Пётр Музиал           | 2:05         |
| 16.                 | «The Mandragora»                 | Марцин Пшибылович     | 1:53         |
| 17.                 | «Tesham Mutna»                   | Миколай Строинский    | 2:02         |
| 18.                 | «The Slopes of the Blessure»     | Пётр Музиал           | 4:02         |
| 19.                 | «Guillaume Versus the Shaelmaar» | Марцин Пшибылович     | 2:40         |
| 20.                 | «Wind in the Caroberta Woods»    | Марцин Пшибылович     | 3:19         |
| 21.                 | «The Beast of Beauclair»         | Марцин Пшибылович     | 1:37         |
| 22.                 | «Searching for Cecilia Bellant»  | Марцин Пшибылович     | 2:29         |
| 23.                 | «Syanna»                         | Марцин Пшибылович     | 1:38         |
| 24.                 | «The Night of Long Fangs»        | Миколай Строинский    | 1:44         |
| 25.                 | «Lady of the Lake»               | Марцин Пшибылович     | 1:10         |
| Общая длительность: | Общая длительность:              | Общая длительность:   | 58:46        |

## Отзывы критиков
| Сводный рейтинг       | Сводный рейтинг                           |
| Агрегатор             | Оценка                                    |
| --------------------- | ----------------------------------------- |
| GameRankings          | (PS4) 90,00 % (XONE) 94,00 % (PC) 91,58 % |
| Metacritic            | (PS4) 91/100 (XONE) 94/100 (PC) 92/100    |
| Иноязычные издания    |                                           |
| Издание               | Оценка                                    |
| Destructoid           | 9/10                                      |
| Game Informer         | 9,25/10                                   |
| GameRevolution        | [ 22 ]                                    |
| GameSpot              | 8/10                                      |
| GamesRadar+           | [ 24 ]                                    |
| IGN                   | 9/10                                      |
| OXM                   | [ 26 ]                                    |
| PC Gamer (US)         | 94/100                                    |
| The Games Machine     | 9,5/10                                    |
| VideoGamer            | 9/10                                      |
| The Daily Telegraph   | [ 30 ]                                    |
| The Escapist          | [ 31 ]                                    |
| Shacknews             | 9/10                                      |
| Русскоязычные издания |                                           |
| Издание               | Оценка                                    |
| 3DNews                | 10/10                                     |
| «IGN Россия»          | 10/10                                     |
| Riot Pixels           | 91 %                                      |
| StopGame.ru           | «Изумительно»                             |
| «Игромания»           | 9/10                                      |
| «Игры Mail.ru»        | 9,5/10                                    |
| «Канобу»              | 9/10                                      |
| «Мир фантастики»      | 9/10                                      |

Дополнение «Кровь и вино» получило единогласное признание со стороны критиков. Многие из них высоко оценили то, как CD Project RED закончили историю Геральта из Ривии, а также отметили, что ввиду своего размера аддон можно посчитать отдельным проектом. На сайте-агрегаторе Metacritic средний балл игры составил 92/100 на основе 50 обзоров.
Том Сениор из журнала PC Gamer похвалил разработчиков за такое продуманное дополнение, подчеркнув «великолепный темп и разнообразие сюжетной линии». Подводя итог, он назвал аддон «выдающимся завершением серии, в которое обязан поиграть каждый поклонник „Ведьмака“».
Джош Хоукинс, представляющий Shacknews, назвал «Кровь и вино» отличным дополнением ко вселенной «Ведьмака 3»: «Новые враги, переделанный интерфейс, а также исключительно хорошо проработанный новый регион — однозначные плюсы, по моему мнению. Главная сюжетная линия интригует и куда больше освещает мир, в котором происходили приключения Геральта. В заключении CDPR сводят все аспекты вместе, чтобы влияние игрока на мир ощущалось реальнее, и подобного удавалось достичь очень немногим разработчикам».
Блейк Питерсон из GameRevolution присвоил игре пять звёзд из пяти, перечислив среди её достоинств обширную местность, превосходный сюжет, основанный на лоре, прекрасных персонажей и пересмотренные элементы геймплея: «„Кровь и вино“ выполнено в лучших традициях серии — это отличная самостоятельная история, построенная на прочных взаимоотношениях персонажей и широком, доступном игровом мире, которая столько же повествует о борьбе ведьмака Геральта с человечеством, сколько и о его сражениях с монстрами».
Сайт IGN вынес вердикт, гласящий, что «„Кровь и вино“ заканчивает сагу Геральта из Ривии со вкусом, представляя историю о харизматичных вампирах и непростой дружбе посреди нового потрясающего пейзажа, отличающегося от мрачности, которую мы до сих пор знали. Дополнение также содержит некоторые желанные улучшения геймплея, включающие мутации, возможность покрасить доспехи и винодельню для выращивания трав. Но прежде всего, оно оставляет Геральта в лучшем мире».
Журнал «Игромания» высоко оценил игру, поставив 9 из 10 баллов. Он отнёс к плюсам размах дополнения, улучшенный игровой процесс, проработанность главной сюжетной линии и ностальгические моменты: «Оно заметно расширяет и органично дополняет оригинал, воспроизводит все его сильные — и лишь немногие слабые — стороны. Это прекрасный повод в последний раз вернуться в мир „Ведьмака“… и, похоже, теперь уже точно проститься с Геральтом из Ривии».